# Теодор Рьотке
Теодор Гюбнер Ретке (англ. Theodore Huebner Roethke; 25 травня 1908, Сагіно, Мічиган, США — 1 серпня 1963, Острів Бейнбридж, штат Вашингтон) — американський поет.
Народився в сім'ї німецьких іммігрантів. Здобув освіту в Мічиганському університеті (1936), отримав ступінь магістра в Гарвардському. Наприкінці 1930-х років почав викладати англійську й американську літературу в різних університетах і коледжах США, завершивши свою викладацьку кар'єру в Вашингтонському університеті (Сіетл). Вірші, написані в 1930-ті роки, увійшли в книгу «Відкритий дім» (англ. Open House, 1941 рік). Збірник відразу ж отримав схвалення критиків і визнання публіки.
Серед десяти його збірок, три з яких вийшли посмертно, найбільш відомі книги «Пробудження» (The Waking: Poems, 1933—1953), за яку поет був удостоєний Пулітцерівської премії (1954), і «„Аз есмь!“ — говорить Агнець» (I am! Says the Lamb, 1961). Теодор Ретке був удостоєний двічі щорічної Національної книжкової премії за вірші, в 1959 році і посмертно в 1965 році. У 1966 вийшов том «Вибране» (Collected Poems).